# Lestodiplosis lunata
Lestodiplosis lunata är en tvåvingeart som beskrevs av Grover och Madhu Bakhshi 1978. Lestodiplosis lunata ingår i släktet Lestodiplosis och familjen gallmyggor. Inga underarter finns listade i Catalogue of Life.